# Hyundai Capital Skywalkers Volleyball Club 2023-2024
Questa voce raccoglie le informazioni riguardanti lo Hyundai Capital Skywalkers Volleyball Club nelle competizioni ufficiali della stagione 2023-2024.

## Stagione
Gli Hyundai Skywalkers partecipano per la ventesima volta alla V-League, classificandosi al quarto posto in regular season: escono di scena ai quarti di finale dei play-off scudetto, sconfitti dagli OK Okman, chiudendo pertando al quarto posto. In Coppa KOVO, invece, non superano la fase a gironi.

## Organigramma societario
Area direttiva
- Presidente: Mok Jin-won

Area tecnica
- Allenatore: Jin Sun-ki
- Allenatore in seconda: Park Jong-Yeong, Yeo Oh-hyun, Han Sang-gil, Lee Won-jung

## Rosa
| N° | Nome            | Ruolo | Data di nascita   | Nazionalità sportiva |
| -- | --------------- | ----- | ----------------- | -------------------- |
| 1  | Cha Young-seok  | C     | 17 aprile 1994    | Corea del Sud        |
| 2  | Lee Hyeon-seung | P     | 2 gennaio 2001    | Corea del Sud        |
| 3  | Kim Myeong-gwan | P     | 8 luglio 1997     | Corea del Sud        |
| 4  | Ham Hyeong-jin  | S     | 25 giugno 1995    | Corea del Sud        |
| 5  | Yeo Oh-hyun     | L     | 2 settembre 1978  | Corea del Sud        |
| 6  | Kim Seon-ho     | S     | 18 gennaio 1999   | Corea del Sud        |
| 7  | Heo Su-bong     | S     | 7 aprile 1998     | Corea del Sud        |
| 10 | Kim Jin-young   | C     | 21 agosto 2002    | Corea del Sud        |
| 11 | Choi Min-ho     | C     | 19 aprile 1988    | Corea del Sud        |
| 12 | Jeon Kwang-in   | S     | 18 settembre 1991 | Corea del Sud        |
| 13 | Park Kyeong-min | L     | 6 maggio 1999     | Corea del Sud        |
| 14 | Lee Seung-jun   | S     | 30 novembre 2000  | Corea del Sud        |
| 15 | Moon Sung-min   | O     | 14 settembre 1986 | Corea del Sud        |
| 16 | Lee Jun-seung   | L     | 28 febbraio 2002  | Corea del Sud        |
| 17 | Park Sang-ha    | C     | 4 aprile 1986     | Corea del Sud        |
| 18 | Hong Dong-seon  | S     | 16 maggio 2001    | Corea del Sud        |
| 19 | Lim Seong-ha    | L     | 15 settembre 2000 | Corea del Sud        |
| 20 | Lee Jun-hyeob   | P     | 27 aprile 2001    | Corea del Sud        |
| 22 | Tsai Pei-chang  | C     | 2 gennaio 2001    | Taipei cinese        |
| 24 | Ahmed Ikhbayri  | O     | 1º novembre 1996  | Libia                |
| 31 | Jeong Tae-jun   | C     | 14 marzo 2000     | Corea del Sud        |
| 56 | Lee Si-woo      | S     | 7 aprile 1994     | Corea del Sud        |

## Mercato
| Acquisti | Acquisti       | Acquisti            | Acquisti   |
| R.       | Nome           | da                  | Modalità   |
| -------- | -------------- | ------------------- | ---------- |
| O        | Ahmed Ikhbayri | Samsung Bluefangs   | definitivo |
| C        | Kim Jin-young  | Chungnam University | definitivo |
| S        | Lee Seung-jun  | -                   | definitivo |
| L        | Lim Seong-ha   | Chungnam University | definitivo |
| C        | Cha Young-seok | Sangmu              | definitivo |
| C        | Tsai Pei-chang | Taiwan Power        | definitivo |

| Cessioni | Cessioni      | Cessioni       | Cessioni   |
| R.       | Nome          | a              | Modalità   |
| -------- | ------------- | -------------- | ---------- |
| S        | Oreol Camejo  | Ziraat Bankası | definitivo |
| P        | Lee Won-jung  | -              | ritirato   |
| C        | Song Won-geun | Sangmu         | definitivo |

## Risultati

### V-League

#### Regular season

##### Round 1
| 14 ottobre 2023 Gyeyang Gymnasium, Incheon     | Korean Air Jumbos  | 3 - 0 | Hyundai Skywalkers | 27-25, 25-22, 25-23               |
| 18 ottobre 2023 Jangchung Arena, Seul          | Woori WON          | 3 - 0 | Hyundai Skywalkers | 25-17, 25-19, 26-24               |
| 22 ottobre 2023 Ryu Gwansun Gymnasium, Cheonan | Hyundai Skywalkers | 0 - 3 | Samsung Bluefangs  | 25-27, 21-25, 17-25               |
| 26 ottobre 2023 Suwon Gymnasium, Suwon         | KEPCO Vixtorm      | 3 - 2 | Hyundai Skywalkers | 22-25, 25-23, 18-25, 27-25, 15-13 |
| 31 ottobre 2023 Sangnoksu Gymnasium, Ansan     | OK Okman           | 3 - 2 | Hyundai Skywalkers | 22-25, 25-22, 20-25, 27-25, 17-15 |
| 4 novembre 2023 Ryu Gwansun Gymnasium, Cheonan | Hyundai Skywalkers | 3 - 0 | KB Stars           | 26-24, 25-20, 25-23               |

##### Round 2
| 8 novembre 2023 Uijeongbu Gymnasium, Uijeongbu  | KB Stars           | 2 - 3 | Hyundai Skywalkers | 23-25, 25-23, 20-25, 25-20, 10-15 |
| 12 novembre 2023 Ryu Gwansun Gymnasium, Cheonan | Hyundai Skywalkers | 1 - 3 | Woori WON          | 25-16, 18-25, 24-26, 24-26        |
| 17 novembre 2023 Ryu Gwansun Gymnasium, Cheonan | Hyundai Skywalkers | 2 - 3 | OK Okman           | 25-18, 20-25, 25-21, 24-26, 9-15  |
| 21 novembre 2023 Suwon Gymnasium, Suwon         | KEPCO Vixtorm      | 3 - 1 | Hyundai Skywalkers | 22-25, 25-22, 25-21, 25-21        |
| 25 novembre 2023 Ryu Gwansun Gymnasium, Cheonan | Hyundai Skywalkers | 0 - 3 | Korean Air Jumbos  | 21-25, 16-25, 23-25               |
| 1º dicembre 2023 Chungmu Gymnasium, Daejeon     | Samsung Bluefangs  | 3 - 2 | Hyundai Skywalkers | 25-22, 21-25, 22-25, 25-21, 15-11 |

##### Round 3
| 5 dicembre 2023 Ryu Gwansun Gymnasium, Cheonan  | Hyundai Skywalkers | 2 - 3 | Samsung Bluefangs  | 20-25, 25-21, 26-24, 21-25, 13-15 |
| 9 dicembre 2023 Sangnoksu Gymnasium, Ansan      | OK Okman           | 0 - 3 | Hyundai Skywalkers | 24-26, 14-25, 18-25               |
| 14 dicembre 2023 Ryu Gwansun Gymnasium, Cheonan | Hyundai Skywalkers | 3 - 2 | KB Stars           | 25-18, 30-28, 23-25, 15-25, 15-11 |
| 17 dicembre 2023 Gyeyang Gymnasium, Incheon     | Korean Air Jumbos  | 3 - 0 | Hyundai Skywalkers | 26-24, 25-17, 25-16               |
| 20 dicembre 2023 Jangchung Arena, Seul          | Woori WON          | 3 - 2 | Hyundai Skywalkers | 19-25, 25-18, 25-22, 23-25, 15-13 |
| 24 dicembre 2023 Ryu Gwansun Gymnasium, Cheonan | Hyundai Skywalkers | 3 - 0 | KEPCO Vixtorm      | 25-22, 25-15, 25-22               |

##### Round 4
| 28 dicembre 2023 Ryu Gwansun Gymnasium, Cheonan | Hyundai Skywalkers | 3 - 0 | KEPCO Vixtorm      | 25-17, 25-23, 25-20               |
| 31 dicembre 2023 Ryu Gwansun Gymnasium, Cheonan | Hyundai Skywalkers | 3 - 1 | Woori WON          | 21-25, 25-23, 25-18, 25-22        |
| 4 gennaio 2024 Uijeongbu Gymnasium, Uijeongbu   | KB Stars           | 0 - 3 | Hyundai Skywalkers | 21-25, 24-26, 25-27               |
| 7 gennaio 2024 Chungmu Gymnasium, Daejeon       | Samsung Bluefangs  | 1 - 3 | Hyundai Skywalkers | 25-22, 23-25, 23-25, 18-25        |
| 12 gennaio 2024 Ryu Gwansun Gymnasium, Cheonan  | Hyundai Skywalkers | 2 - 3 | Korean Air Jumbos  | 25-19, 22-25, 21-25, 42-40, 11-15 |
| 17 gennaio 2024 Ryu Gwansun Gymnasium, Cheonan  | Hyundai Skywalkers | 1 - 3 | OK Okman           | 27-25, 21-25, 26-28, 19-25        |

##### Round 5
| 30 gennaio 2024 Gyeyang Gymnasium, Incheon      | Korean Air Jumbos  | 2 - 3 | Hyundai Skywalkers | 21-25, 18-25, 25-21, 28-26, 12-15 |
| 2 febbraio 2024 Sangnoksu Gymnasium, Ansan      | OK Okman           | 2 - 3 | Hyundai Skywalkers | 28-30, 27-29, 28-26, 25-19, 13-15 |
| 8 febbraio 2024 Ryu Gwansun Gymnasium, Cheonan  | Hyundai Skywalkers | 3 - 2 | KEPCO Vixtorm      | 25-22, 19-25, 18-25, 25-17, 15-13 |
| 12 febbraio 2024 Jangchung Arena, Seul          | Woori WON          | 3 - 0 | Hyundai Skywalkers | 25-23, 25-22, 25-13               |
| 15 febbraio 2024 Ryu Gwansun Gymnasium, Cheonan | Hyundai Skywalkers | 3 - 2 | KB Stars           | 26-28, 25-13, 20-25, 25-18, 15-13 |
| 20 febbraio 2024 Ryu Gwansun Gymnasium, Cheonan | Hyundai Skywalkers | 2 - 3 | Samsung Bluefangs  | 22-25, 25-15, 22-25, 25-18, 14-16 |

##### Round 6
| 24 febbraio 2024 Suwon Gymnasium, Suwon      | KEPCO Vixtorm      | 0 - 3 | Hyundai Skywalkers | 19-25, 24-26, 12-25              |
| 1º marzo 2024 Ryu Gwansun Gymnasium, Cheonan | Hyundai Skywalkers | 1 - 3 | Korean Air Jumbos  | 25-21, 23-25, 23-25, 15-25       |
| 5 marzo 2024 Uijeongbu Gymnasium, Uijeongbu  | KB Stars           | 0 - 3 | Hyundai Skywalkers | 14-25, 22-25, 19-25              |
| 8 marzo 2024 Chungmu Gymnasium, Daejeon      | Samsung Bluefangs  | 0 - 3 | Hyundai Skywalkers | 22-25, 19-25, 22-25              |
| 12 marzo 2024 Ryu Gwansun Gymnasium, Cheonan | Hyundai Skywalkers | 3 - 1 | Woori WON          | 17-25, 25-20, 25-18, 25-17       |
| 15 marzo 2024 Ryu Gwansun Gymnasium, Cheonan | Hyundai Skywalkers | 3 - 2 | OK Okman           | 23-25, 25-21, 25-22, 19-25, 15-9 |

#### Play-off
| Quarti di finale - 21 marzo 2024 Sangnoksu Gymnasium, Ansan | OK Okman | 3 - 2 | Hyundai Skywalkers | 22-25, 25-22, 25-21, 22-25, 15-13 |

### Coppa KOVO

#### Fase a gironi
| 1ª giornata - 7 agosto 2023 Park Chung Hee Gymnasium, Gumi  | Hyundai Skywalkers | 0 - 3 | Panasonic Panthers | 23-25, 21-25, 20-25        |
| 2ª giornata - 9 agosto 2023 Park Chung Hee Gymnasium, Gumi  | Samsung Bluefangs  | 3 - 0 | Hyundai Skywalkers | 25-17, 25-17, 25-19        |
| 3ª giornata - 11 agosto 2023 Park Chung Hee Gymnasium, Gumi | KEPCO Vixtorm      | 1 - 3 | Hyundai Skywalkers | 20-25, 25-18, 22-25, 22-25 |

## Statistiche

### Statistiche di squadra
| Competizione | Punti | In casa | In casa | In casa | In trasferta | In trasferta | In trasferta | Totale | Totale | Totale |
| Competizione | Punti | G       | V       | P       | G            | V            | P            | G      | V      | P      |
| ------------ | ----- | ------- | ------- | ------- | ------------ | ------------ | ------------ | ------ | ------ | ------ |
| V-League     | 55    | 18      | 9       | 9       | 19           | 9            | 10           | 27     | 18     | 19     |
| Coppa KOVO   | -     | -       | -       | -       | -            | -            | -            | 3      | 2      | 1      |
| Totale       | -     | 18      | 9       | 9       | 19           | 9            | 10           | 30     | 20     | 20     |

G = partite giocate; V = partite vinte; P = partite perse

### Statistiche dei giocatori
| Giocatore   | Campionato | Campionato | Campionato | Campionato | Campionato | Coppa KOVO | Coppa KOVO | Coppa KOVO | Coppa KOVO | Coppa KOVO | Totale | Totale | Totale | Totale | Totale |
| Giocatore   | P          | PT         | AV         | MV         | BV         | P          | PT         | AV         | MV         | BV         | P      | PT     | AV     | MV     | BV     |
| ----------- | ---------- | ---------- | ---------- | ---------- | ---------- | ---------- | ---------- | ---------- | ---------- | ---------- | ------ | ------ | ------ | ------ | ------ |
| Cha Y.s.    | 28         | 145        | 104        | 40         | 1          | -          | -          | -          | -          | -          | 28     | 145    | 104    | 40     | 1      |
| Choi M.h.   | 36         | 239        | 143        | 83         | 13         | -          | -          | -          | -          | -          | 36     | 239    | 143    | 83     | 13     |
| Ham H.j.    | 16         | 11         | 9          | 2          | 0          | 3          | 23         | 20         | 2          | 1          | 19     | 34     | 29     | 4      | 1      |
| Heo S.b.    | 37         | 567        | 483        | 50         | 34         | -          | -          | -          | -          | -          | 37     | 567    | 483    | 50     | 34     |
| Hong D.s.   | 8          | 56         | 44         | 7          | 5          | 2          | 11         | 9          | 1          | 1          | 10     | 67     | 53     | 8      | 6      |
| A. Ikhbayri | 37         | 921        | 815        | 58         | 48         | -          | -          | -          | -          | -          | 37     | 921    | 815    | 58     | 48     |
| Jeon K.i.   | 32         | 350        | 279        | 57         | 14         | -          | -          | -          | -          | -          | 32     | 350    | 279    | 57     | 14     |
| Jeong T.j.  | 7          | 9          | 7          | 2          | 0          | 2          | 7          | 5          | 2          | 0          | 9      | 16     | 12     | 4      | 0      |
| Kim J.y.    | 0          | 0          | 0          | 0          | 0          | -          | -          | -          | -          | -          | 0      | 0      | 0      | 0      | 0      |
| Kim M.g.    | 35         | 49         | 20         | 20         | 9          | 3          | 2          | 1          | 1          | 0          | 38     | 51     | 21     | 21     | 9      |
| Kim S.h.    | 17         | 29         | 25         | 1          | 3          | 2          | 17         | 16         | 1          | 0          | 19     | 46     | 41     | 2      | 3      |
| Lee H.s.    | 23         | 16         | 3          | 13         | 0          | 2          | 2          | 0          | 2          | 0          | 25     | 18     | 3      | 15     | 0      |
| Lee J.h.    | 19         | 4          | 0          | 0          | 4          | 3          | 0          | 0          | 0          | 0          | 22     | 4      | 0      | 0      | 4      |
| Lee J.s.    | 0          | 0          | 0          | 0          | 0          | 3          | 0          | 0          | 0          | 0          | 3      | 0      | 0      | 0      | 0      |
| Lee S.j.    | 7          | 20         | 17         | 1          | 2          | 3          | 43         | 42         | 0          | 1          | 10     | 63     | 59     | 1      | 3      |
| Lee S.w.    | 33         | 19         | 6          | 0          | 13         | 3          | 15         | 14         | 0          | 1          | 36     | 34     | 20     | 0      | 14     |
| Lim S.h.    | 1          | 0          | 0          | 0          | 0          | -          | -          | -          | -          | -          | 1      | 0      | 0      | 0      | 0      |
| Moon S.m.   | 17         | 2          | 2          | 0          | 0          | 1          | 9          | 8          | 1          | 0          | 18     | 11     | 10     | 1      | 0      |
| Park K.m.   | 37         | 0          | 0          | 0          | 0          | -          | -          | -          | -          | -          | 37     | 0      | 0      | 0      | 0      |
| Park S.h.   | 14         | 45         | 29         | 14         | 2          | 3          | 15         | 6          | 9          | 0          | 17     | 60     | 35     | 23     | 2      |
| Tsai P.c.   | 18         | 75         | 53         | 21         | 1          | -          | -          | -          | -          | -          | 18     | 75     | 53     | 21     | 1      |
| Yeo O.h.    | 22         | 0          | 0          | 0          | 0          | 2          | 0          | 0          | 0          | 0          | 24     | 0      | 0      | 0      | 0      |

P = presenze; PT = punti totali; AV = attacchi vincenti; MV = muri vincenti; BV = battute vincenti